# Luigina Perversi
Luigina Perversi   (Pavia, 3 de febrer de 1914 - Pavia, 26 d'octubre de 1983) va ser una gimnasta artística italiana que va competir durant la dècada de 1920.
El 1928 va prendre part en els Jocs Olímpics d'Amsterdam, on guanyà la medalla de plata en el concurs complet per equips del programa de gimnàstica.